# Платон (Кульбуш)
Епи́скоп Плато́н (эст. piiskop Platon; в миру Павел Петрович Кульбуш, нем. Paul Kulbusch; 13 июля 1869, деревня Поотси-Кыпу, Лифляндская губерния — 14 января 1919, Тарту) — епископ Русской православной церкви, епископ Ревельский.
В 2000 году прославлен в лике святых Русской православной церкви и Константинопольской церкви; память — 1 января по юлианскому календарю.

## Биография
Отец — Пётр Георгиевич Кульбуш, псаломщик и учитель церковно-приходской школы при Аросаарской (Арусаарской) церкви Рижской епархии.
Окончил Рижское духовное училище в 1884 году, Рижскую духовную семинарию в 1890 году (лучший студент выпуска), Санкт-Петербургскую духовную академию в 1894 году со степенью кандидата богословия.

### Священник
5 декабря 1894 года был рукоположён во священники и определён на должность настоятеля эстонского православного прихода в Петербурге, который был учреждён указом Синода 31 декабря 1894 года. Первоначально богослужения пришлось совершать в подвале Малоколоменской Воскресенской церкви.
Член Общества распространения религиозно-нравственного просвещения в духе Православной церкви (1892) и его совета (1900).
Основатель и заведующий открытой 21 октября 1898 года эстонской двухклассной церковно-приходской школы. Он сам и члены причта вели занятия безвозмездно. При школе существовал небольшой интернат, самые бедные ученики обеспечивались питанием. 29 ноября 1898 года по его инициативе в Петербурге было открыто эстонское Братство во имя священномученика Исидора Юрьевского. Целью братства была забота о возрастании и духовном укреплении православной эстонской паствы, издание и распространение духовной литературы на эстонском языке, устройство библиотек, помощь нуждающимся, построение приходского храма.
Благочинный православных эстонских приходов Санкт-Петербургской епархии, награждён камилавкой (1900), наперсным крестом (1903), член епархиального комитета Православного миссионерского общества (1904).
Инициатор строительства в Петербурге и настоятель эстонской православной церкви во имя священномученика Исидора Юрьевского, освящённой 23 сентября 1907 года. В создании и освящении храма принимал участие Иоанн Кронштадтский. Богослужения в церкви совершались на эстонском языке. При храме имелись помещения для культурно-просветительской деятельности, проведения катехизации, а также небольшая гостиница для приезжавших в Петербург эстонцев.
Только за первые 12 лет его энергичной службы образовались семь эстонских приходов: в Петербурге, Кронштадте, Гатчине, Луге, Нарве, Клопицах (Петергофский уезд) и в селе Заянье Гдовского уезда. Был благочинным двенадцати эстонских приходов Санкт-Петербургской епархии. В 1905 году возведён в сан протоиерея. С 1908 года законоучитель в Литейной женской гимназии, заведующий епархиальным свечным делом.
Награждён орденом Святой Анны III степени (1908), палицей (1917). Перевёл на эстонский язык труды святого праведного Иоанна Кронштадтского. В 1894 году обвенчан с Надеждой Лосской, в 1917 году развёлся. Сын Георгий расстрелян в Ленинграде 4 (или 15) сентября 1937 года.
Член Поместного собора Православной российской церкви, участвовал в 1-2-й сессиях.

### Епископ
8 августа 1917 года в Юрьеве (Тарту) состоялось собрание Рижской епархии, на котором было выдвинуто предложение об образовании в епархии Ревельского викариатства, в состав которого вошли бы все эстонские приходы. Кандидатом на епископскую кафедру был назван протоиерей Павел Кульбуш. Это предложение было одобрено патриархом Тихоном, который говорил о протоиерее Павле: «Никому не удастся в наше тёмное время правителей-безбожников заставить его отступить от веры». Определение Святейшего синода о бытии протоиерею Павлу Кульбушу епископом Ревельским, «по пострижении в монашество с возведением в сан архимандрита», датировано 18 декабря 1917 года.
Принял монашеский постриг с именем Платон. Хиротонисан во епископа Ревельского 31 декабря 1917 года в Александро-Невском соборе в Ревеле (Таллине) митрополитом Петроградским и Гдовским Вениамином (Казанским) и викарием Петроградской епархии епископом Лужским Артемием (Ильинским). Вскоре ему было поручено управлять Рижской епархией, однако его резиденция осталась в Тарту.
Активно занимался восстановлением приходской жизни в епархии. В сложных условиях войны и немецкой оккупации частью на лошадях, частью пешком, посетил большую часть своих приходов в Эстонии и в Латвии, где, по свидетельству очевидцев, «его проникновенное богослужение и захватывающие проповеди вносили бодрящую струю в сердца пасомых». Пользовался уважением как своей православной паствы, так и инославных соотечественников.
Тонкий и глубоко образованный человек, чуткий, мягкий и приветливый в обращении, сочетавший широту взглядов и чувство юмора с постоянной духовной сосредоточенностью и религиозным рвением.

### Арест и мученическая кончина
22 декабря 1918 года Тарту был занят большевиками. 2 января 1919 года епископ Платон был арестован на улице и вместе с другими жителями города (всего за 24 дня большевистской власти в Тарту было арестовано свыше 500 человек) заключён в помещение Кредитного банка. В превращённом в тюрьму здании заключённые содержались в очень тяжёлых условиях, а особым издевательствам и унижениям подвергался ещё не оправившийся от болезни (грипп-испанка с осложнением в виде крупозного воспаления лёгких) владыка Платон.
В ночь с 14 на 15 января 1919 года город был отбит натиском эстонской армии. Отступая, красные комиссары отвели в подвальное помещение и убили 20 заключённых, в том числе владыку Платона, протоиереев Успенского собора города Тарту Михаила Блейве и Николая Бежаницкого. Тела некоторых убитых были изуродованы до неузнаваемости. Тело епископа Платона носило на себе следы семи штыковых и четырёх огнестрельных ран, причём одна из них — от разрывной пули в правый глаз, затылок был пробит прикладом винтовки. Его опознали только по спрятанной на груди панагии.
9 февраля 1919 года был погребён в северном приделе Спасо-Преображенского собора в Ревеле.

## Память и канонизация

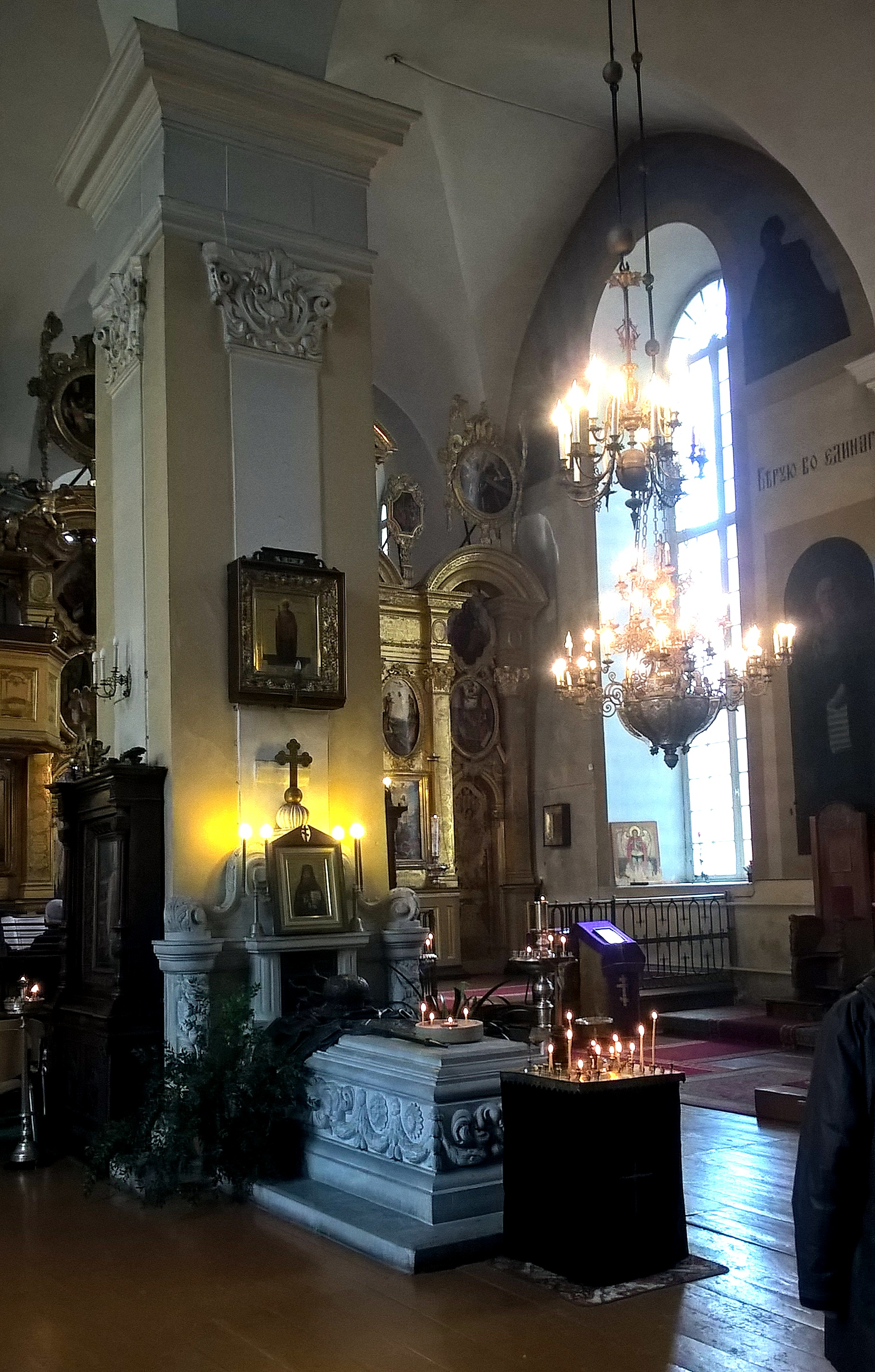

В 1922 году в память о святителе был учреждён Орден епископа Платона, который вручается за служение во славу Бога и на пользу Эстонской апостольской православной церкви.
В 1929 году во дворе Спасо-Преображенского собора в Таллине был установлен бюст епископа Платона, а в феврале 1931 года состоялось торжественное освящение мраморного саркофага над его могилой, сооружённого по проекту скульптора Амандуса Адамсона на средства, ассигнованные эстонским правительством и собранные путём пожертвований.
Имя епископа Платона было внесено в черновой поимённый список новомучеников и исповедников российских при подготовке канонизации, совершённой РПЦЗ в 1981 году. Однако список новомучеников был издан только в конце 1990-х годов.
В августе 2000 года на юбилейном Архиерейском соборе Русской православной церкви в Москве епископ Платон и погибшие вместе с ним протоиереи Михаил Блейве и Николай Бежаницкий были причислены к лику новомучеников Российских. Они особо почитаются в Эстонской православной церкви Московского патриархата.
В октябре 2000 года епископ Платон был повторно канонизирован Синодом Константинопольской церкви. Московская патриархия расценила новую канонизацию как оскорбление. Епископ Платон почитается и в Эстонской апостольской православной церкви, которой принадлежит как Спасо-Преображенский собор в Таллине, так и Успенский собор в Тарту.